# Сидорово (Октябрьское сельское поселение)
Си́дорово — деревня Ломовского сельского округа в Октябрьском сельском поселении Рыбинского района Ярославской области.
Деревня расположена на спускаюшемся к реке склоне правого берега реки Малая Эдома. С юго-запада от деревни в непосредственной близости стоит деревня Якушево. Выше по течению на том же берегу стоит деревня  Лаврово, к которой ведёт просёлочная дорога и через которую можно попасть на автомобильную дорогу, связывающую посёлок Лом с автомобильной дорогой P151 Ярославль—Рыбинск. На левом берегу Малой Эдомы напротив Сидорово стоит деревня Лапино. Ниже по течению реки начинается Тутаевский район .
Деревня Сидорова указана на плане Генерального межевания Борисоглебского уезда 1792 года. В 1825 Борисоглебский уезд был объединён с Романовским уездом. По сведениям 1859 года деревня относилась к Романово-Борисоглебскому уезду .
На 1 января 2007 года в деревне не числилось постоянных жителей . На топокарте, составленной по данным 1989 года деревня уже обозначена как нежилая. Почтовое отделение посёлка Лом обслуживает в деревне 1 дом .